# Hochnötige Unterthanige Wemütige Klage Der Frommen Unschültigen
Das 1676 gedruckte Buch Hochnötige Unterthanige Wemütige Klage Der Frommen Unschültigen (frühneuhochdeutsch für „dringende, untertänige, schmerzvolle Klage der frommen Unschuldigen“) des Amsterdamer Kaufmanns Hermann Löher, eine moralische Anklage der Hexenverfolgung, ist eine der wichtigsten zeitgenössischen Schilderungen solcher Vorgänge.

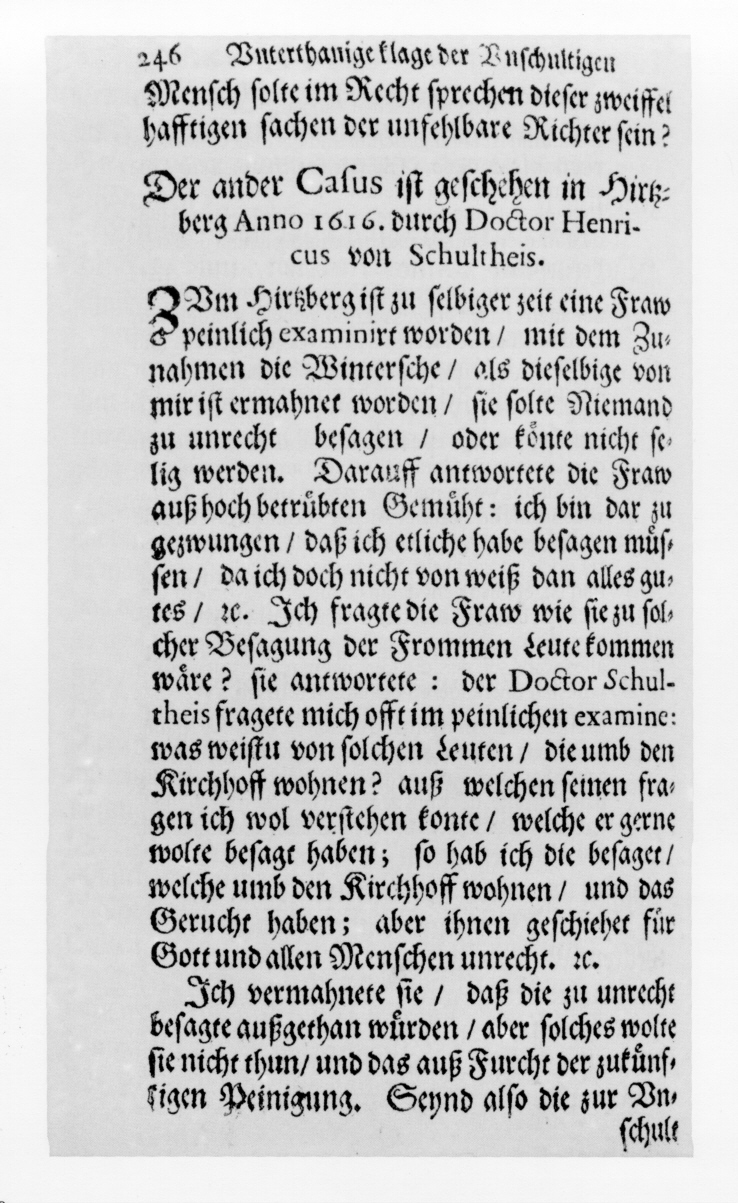
Unterthänige Klage, S. 246

Darin enthalten ist die Schrift von Pfarrer Michael Stappert (Michael Stapirius) zu Hexenprozessen.
Löher wurde 1595 geboren und war ein angesehener Bürger der deutschen Stadt Rheinbach, wo er 1631 Schöffe wurde. Im selben Jahr begann dort unter dem berüchtigten Hexenkommissar Franz Buirmann eine Serie von Hexenprozessen, die bis 1638 dauerte. Insgesamt sollen während dieser Zeit in Rheinbach und benachbarten Orten über 100 Menschen verbrannt worden sein.
Löher war an diesen Prozessen als Mitglied des Gerichts beteiligt, jedoch offensichtlich gegen seinen Willen. Die Schöffen wurden von Buirmann stark unter Druck gesetzt, sie mussten bei Folterungen und Hinrichtungen ihrer Nachbarn und sogar ihrer eigenen Verwandten mithelfen. Zwei der Schöffen wurden selbst hingerichtet. Diese Vorgänge schildert Löher detailliert, wobei er besonders Buirmann und andere Hexenkommissare, die die Verfolgung anstachelten und leiteten, angreift – die „falschen Zauber-Richter“, die im Titel erwähnt werden. Im Jahr 1636, als seiner Schwiegermutter die Anklage drohte, floh Löher mit seiner Familie nach Amsterdam.
Das Buch gibt z. B. auf S. 246 ein Verhör des damaligen Hirschberger Richters Heinrich von Schultheiß von 1616 wieder, der eine Angeklagte, die Wintersche, verhört und dabei Antworten suggeriert.
Außer diesem Augenzeugenbericht, der mit einigen Kupferstichen illustriert ist und besonders durch seine Insiderperspektive als Teil der Anklage bemerkenswert ist, enthält das Buch argumentative Auseinandersetzungen mit Schriften von Befürwortern und Gegnern der Hexenverfolgung, unter letzteren auch die Cautio Criminalis von Friedrich Spee von Langenfeld.